# Єлецьке міське поселення
Єле́цьке міське поселення (рос. Елецкое городское поселение) — муніципальне утворення у складі Воркутинського міського округу Республіки Комі, Росія. Адміністративний центр — селище міського типу Єлецький.

## Населення
Населення — 638 осіб (2010; 793 у 2002, 1282 у 1989).

## Склад
До складу поселення входять такі населені пункти:
| Населений пункт                | Населення, осіб (1989) | Населення, осіб (2002) | Населення, осіб (2010) |
| ------------------------------ | ---------------------- | ---------------------- | ---------------------- |
| Єлець, присілок                | -                      | 10                     | 7                      |
| Єлецький, селище міського типу | 1282                   | 780                    | 631                    |
| Нікіта, присілок               | -                      | 3                      | -                      |